# Cliff Barton
Cliff John Barton (né le 3 septembre 1907 à Sault Ste. Marie aux États-Unis – mort le 14 septembre 1969) est un joueur professionnel américain de hockey sur glace qui évoluait au poste d'ailier droit,.

## Biographie
Il commence sa carrière dans l'équipe de jeunes des Bruins de Port Arthur et poursuit dans l'équipe senior amateur de la ville, les Ports de Port Arthur. En 1929, à la fin de sa carrière amateur, est intègre directement la Ligue nationale de hockey avec les Pirates de Pittsburgh. Il passe la saison suivante avec les Quakers de Philadelphie, nouveau nom des Pirates qui ont déménagé à la suite de problèmes financiers. Le club cessant ses activités en septembre 1931, il est réclamé lors du repêchage de dispersion par les Rangers de New York mais retourne cependant à Pittsburgh où il intègre les Yellowjackets dans la Ligue internationale de hockey (LIH).
En 1932, il rejoint les Bisons de Buffalo avec lesquels il passe quatre saisons. Lorsque ceux-ci doivent cesser leurs activités après l'endommagement de leur patinoire, il signe un contrat comme agent libre avec les Ramblers de Philadelphie, club école des Rangers, avec qui il termine la saison alors que la LIH a fusionné avec la Canadian-American Hockey League (Can-Am) pour former l'International-American Hockey League (IAHL). Après deux saisons complètes dans l'IAHL, il retrouve la LNH lorsqu'il est rappelé par les Rangers pour trois matches mais passe le reste de la saison avec les Ramblers.
En 1940, alors que l'IAHL devient la Ligue américaine de hockey (LAH), Barton est vendu aux Bears de Hershey mais ne joue que six matchs avec sa nouvelle équipe avant de prendre la direction des Flyers de Saint-Louis dans l'Association américaine de hockey (AHA). Il retrouve la LAH en 1942 et après avoir joué successivement pour les Eagles de New Haven, les Lions de Washington et les Hornets de Pittsburgh, il termine sa carrière en 1944.
Il meurt le 14 septembre 1969 à l'âge de 62 ans.

## Statistiques
| Saison     | Équipe                      | Ligue          |    | Saison régulière | Saison régulière | Saison régulière | Saison régulière | Saison régulière |   | Séries éliminatoires | Séries éliminatoires | Séries éliminatoires | Séries éliminatoires | Séries éliminatoires |
| Saison     | Équipe                      | Ligue          | PJ | B                | A                | Pts              | Pun              | PJ               | B | A                    | Pts                  | Pun                  |                      |                      |
| 1923-1924  | Bruins de Port Arthur       | TBJHL          | 6  | 1                | 0                | 1                |                  |                  |   |                      |                      |                      |                      |                      |
| 1924-1925  | Bruins de Port Arthur       | TBJHL          | 10 | 8                | 2                | 10               |                  | 2                | 0 | 0                    | 0                    | 0                    |                      |                      |
| 1925-1926  | Bruins de Port Arthur       | TBJHL          | 10 | 11               | 1                | 12               |                  | 1                | 1 | 1                    | 2                    | 2                    |                      |                      |
| 1926-1927  | Bruins de Port Arthur       | TBJHL          | 14 | 14               | 6                | 20               |                  | 3                | 1 | 1                    | 2                    | 4                    |                      |                      |
| 1926-1927  | Bruins de Port Arthur       | Coupe Memorial |    |                  |                  |                  |                  | 6                | 9 | 2                    | 11                   | 2                    |                      |                      |
| 1927-1928  | Ports de Port Arthur        | TBSHL          | 21 | 13               | 6                | 19               | 15               |                  |   |                      |                      |                      |                      |                      |
| 1928-1929  | Ports de Port Arthur        | TBSHL          | 20 | 10               | 8                | 18               | 12               | 2                | 0 | 0                    | 0                    | 2                    |                      |                      |
| 1928-1929  | Ports de Port Arthur        | Coupe Allan    |    |                  |                  |                  |                  | 7                | 4 | 0                    | 4                    | 4                    |                      |                      |
| 1929-1930  | Pirates de Pittsburgh       | LNH            | 39 | 4                | 2                | 6                | 4                |                  |   |                      |                      |                      |                      |                      |
| 1930-1931  | Quakers de Philadelphie     | LNH            | 43 | 6                | 7                | 13               | 18               |                  |   |                      |                      |                      |                      |                      |
| 1931-1932  | Yellowjackets de Pittsburgh | LIH            | 39 | 2                | 3                | 5                | 39               |                  |   |                      |                      |                      |                      |                      |
| 1931-1932  | Indians de Springfield      | Can-Am         | 2  | 0                | 0                | 0                | 0                |                  |   |                      |                      |                      |                      |                      |
| 1932-1933  | Bisons de Buffalo           | LIH            | 40 | 1                | 2                | 3                | 12               | 5                | 0 | 0                    | 0                    | 0                    |                      |                      |
| 1933-1934  | Bisons de Buffalo           | LIH            | 44 | 19               | 8                | 27               | 18               | 6                | 2 | 1                    | 3                    | 4                    |                      |                      |
| 1934-1935  | Bisons de Buffalo           | LIH            | 44 | 18               | 8                | 26               | 43               |                  |   |                      |                      |                      |                      |                      |
| 1935-1936  | Bisons de Buffalo           | LIH            | 47 | 12               | 17               | 29               | 32               | 5                | 0 | 0                    | 0                    | 4                    |                      |                      |
| 1936-1937  | Bisons de Buffalo           | IAHL           | 11 | 4                | 3                | 7                | 8                |                  |   |                      |                      |                      |                      |                      |
| 1936-1937  | Ramblers de Philadelphie    | IAHL           | 34 | 7                | 11               | 18               | 10               | 6                | 2 | 0                    | 2                    | 2                    |                      |                      |
| 1937-1938  | Ramblers de Philadelphie    | IAHL           | 47 | 13               | 19               | 32               | 11               | 5                | 0 | 1                    | 1                    | 0                    |                      |                      |
| 1938-1939  | Ramblers de Philadelphie    | IAHL           | 52 | 21               | 28               | 49               | 16               | 9                | 3 | 3                    | 6                    | 6                    |                      |                      |
| 1939-1940  | Rangers de New York         | LNH            | 3  | 0                | 0                | 0                | 0                |                  |   |                      |                      |                      |                      |                      |
| 1939-1940  | Ramblers de Philadelphie    | IAHL           | 51 | 9                | 19               | 28               | 6                |                  |   |                      |                      |                      |                      |                      |
| 1940-1941  | Bears de Hershey            | LAH            | 6  | 1                | 1                | 2                | 0                |                  |   |                      |                      |                      |                      |                      |
| 1940-1941  | Flyers de Saint-Louis       | AHA            | 43 | 6                | 8                | 14               | 12               | 9                | 3 | 3                    | 6                    | 0                    |                      |                      |
| 1941-1942  | Flyers de Saint-Louis       | AHA            | 50 | 26               | 22               | 48               | 22               | 3                | 0 | 0                    | 0                    | 2                    |                      |                      |
| 1942-1943  | Eagles de New Haven         | LAH            | 12 | 2                | 9                | 11               | 0                |                  |   |                      |                      |                      |                      |                      |
| 1942-1943  | Lions de Washington         | LAH            | 22 | 6                | 12               | 18               | 0                |                  |   |                      |                      |                      |                      |                      |
| 1943-1944  | Hornets de Pittsburgh       | LAH            | 41 | 6                | 15               | 21               | 6                |                  |   |                      |                      |                      |                      |                      |
| Totaux LNH | Totaux LNH                  | Totaux LNH     | 85 | 10               | 9                | 19               | 22               |                  |   |                      |                      |                      |                      |                      |